# Franz Hubertus von Dalwigk zu Lichtenfels
Franz Hubertus Maria Amalo Siegbert von Dalwigk zu Lichtenfels (* 18. Februar 1830 auf Schloss Boisdorf bei Düren; † 16. Juni 1896 in Düsseldorf) war Rittergutsbesitzer und Mitglied des Deutschen Reichstags.

## Leben
Franz von Dalwigk zu Lichtenfels war der Sohn des Karl Freiherr von Dalwigk zu Lichtenfels (1779–1855) und dessen Ehefrau Marie (1789–1866), geborene Freiin von Wymar zu Arzen. Er erhielt häuslichen Privatunterricht und war dann bis 1849 an der Ritterakademie in Bedburg, wo er das Abitur ablegte. Darauf diente er bis 1860 im 11. Husaren-Regiment der Preußischen Armee, wo er zum Leutnant avancierte. Dann war er 1860/61 in der päpstlichen Armee, wo er unter Lamoricière den Feldzug mitmachte und den Gregoriusorden erhielt. Ab 1861 bewirtschaftete er sein Rittergut Kirchberg bei Jülich. Während des Deutschen Krieges und des Krieges gegen Frankreich war er 1866 und 1870 als Delegierter der Rheinisch-Westfälischen Malteser-Genossenschaft bei der freiwilligen Krankenpflege tätig.
Von 1880 bis 1892 war er Mitglied des Preußischen Abgeordnetenhauses für den Wahlkreis Regierungsbezirk Koblenz 3 (Koblenz – St. Goar) und von 1883 bis 1890 des Rheinischen Provinziallandtages. 

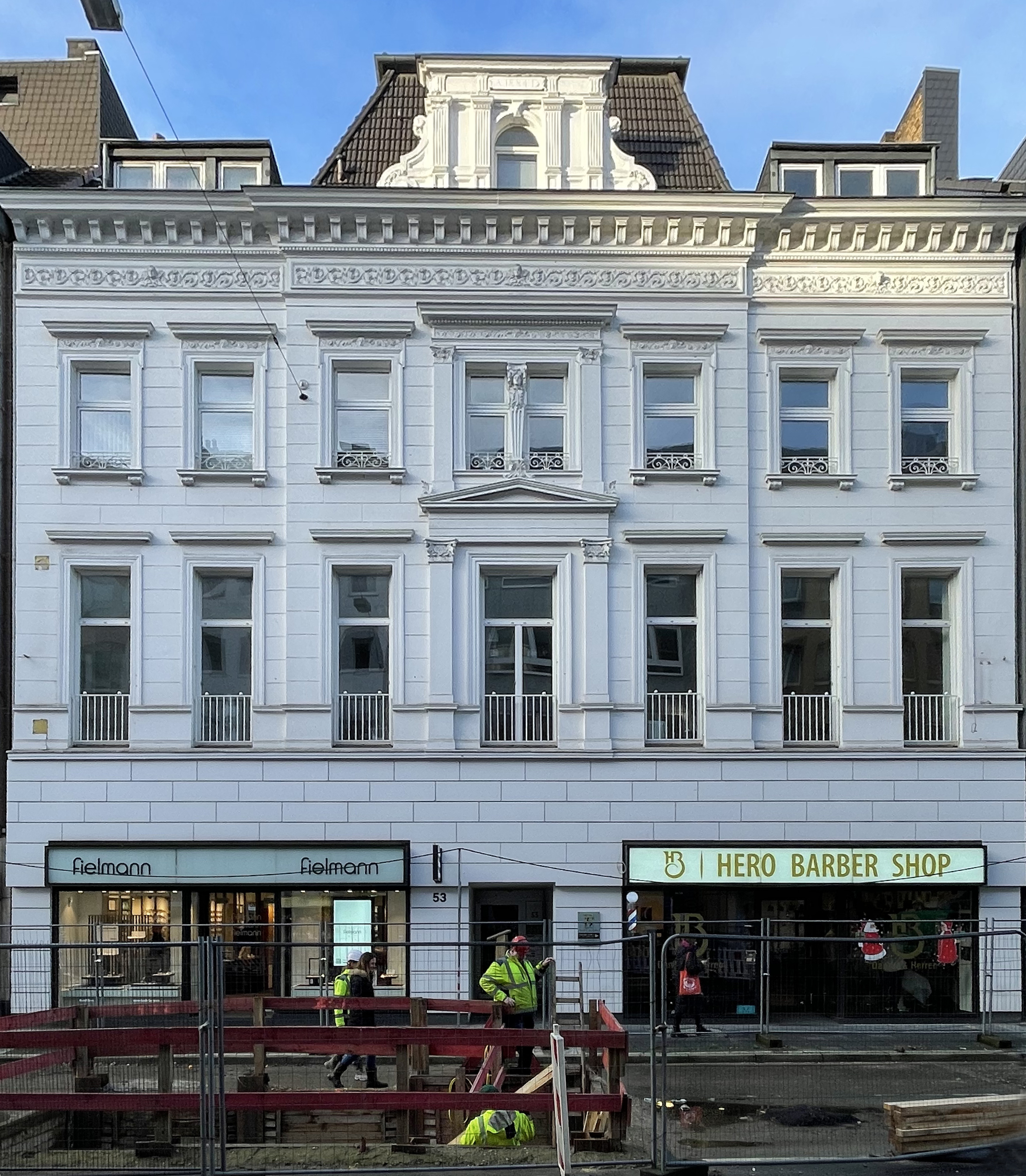
Haus des Freiherr Dalwigk-Lichtenfels, Friedrichstraße 53 in Düsseldorf, AD 1881

Von 1878 bis 1893 war er Mitglied des Deutschen Reichstags für den Wahlkreis Düsseldorf 12 (Neuss, Grevenbroich). Er gehörte in allen Parlamenten der jeweiligen Fraktion des Zentrums an.

## Ehen und Nachkommen
Franz Hubertus Dalwigk zu Lichtenfels war zweimal verheiratet. Aus seiner am 1. Mai 1862 geschlossenen Ehe mit Regina de Grady de Cronendaël (1840–1866) entstammten die Kinder:
- Reinhard Albert (1863–1932)
- Maria (1866–1918)

In zweiter Ehe heiratete er am 18. Januar 1870 Elisabeth Geyr von Schweppenburg (1838–1905), mit der er folgende Kinder hatte:
- Johannes Karl Maria Joseph (1871–1941)
- Blanka Maria Franziska Charlotte (1872–1954)
- Karl Maria Joseph (1874–1947)
- Franz Maria (1876–1947)